# Freundschaftsparadox
Das Freundschaftsparadoxon beschreibt das Phänomen, dass die Freunde einer Person im Durchschnitt mehr Freunde haben, als eine Person im Durchschnitt Freunde hat. Dieses Phänomen wurde erstmals im Jahr 1991 vom Soziologen Scott Lauren Feld beobachtet. Feld beschrieb es durch den Satz „deine Freunde haben mehr Freunde als du“. Diese vereinfachte Formulierung ist aber nur im Durchschnitt über alle Personen richtig, da einzelne Personen auch mehr Freunde haben können, als die durchschnittliche Anzahl der Freunde, die ihre eigenen Freunde durchschnittlich haben.
Das Phänomen lässt sich als mathematischer Satz über Graphen sozialer Netzwerke formalisieren. Das Phänomen besteht, unabhängig von der Wahl des sozialen Netzwerks, immer. Es lassen sich allerdings soziale Netzwerke konstruieren, in der die durchschnittliche Anzahl der Freunde einer Person gleich der durchschnittlichen Anzahl von Freunden, die Freunde einer Person im Durchschnitt haben, ist. So besteht beispielsweise Gleichheit, falls jede Person im Netzwerk mit jeder anderen befreundet ist. Trotz der mathematischen Allgemeingültigkeit des Phänomens kann es auch die Ursache zahlreicher sozialer Missverständnisse sein.
Informell ergibt sich das Paradoxon dadurch, dass Personen mit vielen Freunden häufiger als Freunde von Freunden auftauchen, als Personen mit wenigen Freunden. 
Es gibt Forschung, die darauf abzielt, das Freundschaftsparadoxon bei der Untersuchung des Verlaufs von Epidemien zu nutzen.

## Mathematische Aussage
Wir betrachten ein soziales Netzwerk bestehend aus {\displaystyle n\in \mathbb {N} } Personen. Gegeben ist also ein ungerichteter Graph {\displaystyle (V,E)}. Hierbei besteht die Knotenmenge {\displaystyle V} aus den Zahlen {\displaystyle 1,\dots ,n}, wobei jede Zahl eine Person bezeichnet. Zwei Knoten {\displaystyle i,j\in V} sind im Graph genau dann verbunden, falls Person {\displaystyle i} mit Person {\displaystyle j} befreundet ist. Wir definieren {\displaystyle a_{i,j}=1}, falls Person {\displaystyle i} mit Person {\displaystyle j} befreundet ist, und {\displaystyle a_{i,j}=0} sonst. Die Anzahl Freunde einer Person {\displaystyle i} ist also der Grad des Knoten {\displaystyle i}, welcher hier mit {\displaystyle d_{i}} bezeichnet wird. Es gilt insbesondere {\displaystyle d_{i}=\sum _{j\in V}a_{i,j}}. Die durchschnittliche Anzahl der Freunde einer Person ist also
{\displaystyle {\frac {1}{n}}\sum _{i\in V}d_{i}.}
Die durchschnittliche Anzahl der Freunde, die Freunde einer Person im Durchschnitt haben, ist
{\displaystyle {\frac {1}{n}}\sum _{i\in V}{\frac {1}{d_{i}}}\sum _{j\in V}d_{j}a_{i,j}.}
Wir gehen hierbei davon aus, dass {\displaystyle d_{i}>0} für alle {\displaystyle i\in V} gilt, dass also jede Person mindestens eine Freundschaft hat. Ist dies nicht der Fall, so lässt sich die durchschnittliche Anzahl der Freunde, die Freunde einer Person im Durchschnitt haben, nicht definieren. In diesem Fall können zunächst alle Personen ohne Freunde aus dem Graph entfernt werden, sodass sich das Freundschaftsparadoxon dann auf den Teilgraphen, der durch alle Personen mit mindestens einer Freundschaft induziert wird, beschränkt.
Gemäß der Ungleichung von Cauchy-Schwarz ist
{\displaystyle \left(\sum _{i,j\in V}{\frac {d_{j}}{d_{i}}}a_{i,j}\right)\left(\sum _{i,j\in V}{\frac {d_{i}}{d_{j}}}a_{i,j}\right)\geq \left(\sum _{i,j\in V}a_{i,j}\right)^{2}}.
Der Graph ist per Annahme ungerichtet, also ist {\displaystyle a_{i,j}=a_{j,i}}, und somit folgt
{\displaystyle \sum _{i,j\in V}{\frac {d_{j}}{d_{i}}}a_{i,j}=\sum _{i,j\in V}{\frac {d_{i}}{d_{j}}}a_{i,j}}.
Also gilt
{\displaystyle \sum _{i,j\in V}{\frac {d_{j}}{d_{i}}}a_{i,j}\geq \sum _{i,j\in V}a_{i,j}=\sum _{i\in V}d_{i}.}
Somit ist bewiesen, dass die durchschnittliche Anzahl der Freunde, die Freunde einer Person im Durchschnitt haben, immer mindestens so groß ist, wie die durchschnittliche Anzahl der Freunde, die eine Person hat.